# Dyrberg/Kern
Dyrberg/Kern A/S er en  dansk smykkedesignvirksomhed, grundlagt af Gitte Dyrberg og Henning Kern i 1985.
Begge er uddannet fra Danmarks Designskole, hvor de indledte et samarbejde om en tøjkollektion til kvinder. De opdagede, at smykkerne ofte løb med hele opmærksomheden, selv om de egentlig skulle komplementere tøjet. De fortsatte med at lave tøj, men lavede sideløbende små smykkekollektioner for til sidst at beslutte sig for kun at fokusere på smykker samt ure .  
Firmaet blev et aktieselskab i 1990. Produktionen blev i 1997 flyttet til Asien, hvorefter man på hovedkontoret i Danmark koncentrerer sig om design, salg og marketing. Alle smykker fremstilles i rustfrit stål samt messing, hvorefter de belægges med andre metaller. Alle smykker og ure fremstilles i hånden. 
Selskabet bag Dyrberg/Kern gik konkurs den 1. maj 2019.
De to grundlæggere af brandet Dyrberg/Kern,  Gitte Dyrberg og Henning Kern, overtog pr 1. august 2019 igen alle immatrielle rettigheder til varemærket, herunder alle licensrettigheder.
Dermed er varemærket Dyrberg/Kern fortsat aktivt og pr 1. februar 2020 er designparrets genkendelige designede smykker igen tilgængelige på totalt 20 markeder, on-line og off-line. 

## Historie
1985: Gitte Dyrberg og Henning Kern møder hinanden. I begyndelsen designer de tøj til kvinder med matchende accessories.
1987: Første modeshow og afsluttet uddannelse fra Copenhagen School of Design
1990: Beslutning om at fokusere kun på fashion jewellery.
1997: Nomineret til Gazelle for første gang. Dyrberg/Kern er nomineret igen i 1998, 1999, 2000, 2004 & 2006.
2001: Modtager Kong Frederik IX's hæderspris for fortjenstfuldt eksportarbejde 
2002: Deltager i Røde Kors Klub 10 og indsamler penge til Røde Kors.  
2004: Modtager prisen: Entrepreneur of the Year 2004. 
2010: Fejrer 25 years of jewellery love 
2011/2012: Dyrberg/Kern lancerer deres første Sterlingsølv kollektion 
2019: Selskabet bag Dyrberg/Kern går konkurs.
De to grundlæggere af brandet Dyrberg/Kern,  Gitte Dyrberg og Henning Kern, overtog pr 1. august 2019 igen alle immatrielle rettigheder til varemærket, herunder alle licensrettigheder.
2020: Dermed er varemærket Dyrberg/Kern fortsat aktivt og pr 1. februar 2020 er designparrets genkendelige designede smykker igen tilgængelige på totalt 20 markeder, on-line og off-line.

## Produkter
Fashion Jewellery

Fashion Jewellery kollektionen lanceres 2 gange om året: Forår/Sommer og Efterår/Vinter kollektion. Hver kollektion har et overordnet tema med mindre smykkehistorier. Alle smykkerne er nikkelfri og laves i rustfrit stål eller messing, som dernæst er belagt med andre metaller. 
Sterling Silver

Sterling Silver kollektion består ligeledes af mindre smykkeserier. Udvalgte Sterlingsølv smykker er også belagt med 18 karat guld.
Watches
Dyrberg/Kern har også en urkollektion.